# Суперкубок Англії з футболу 1973
Суперкубок Англії з футболу 1973 — 51-й розіграш турніру, який відбувся 18 серпня 1973 року. Чинний чемпіон Англії «Ліверпуль» та володар кубка країни «Сандерленд» відмовились від участі у змаганні. Тому учасниками цьогорічного матчу за Суперкубок стали переможець Другого дивізіону Футбольної ліги Англії «Бернлі» та минулорічний переможець Суперкубка Англії «Манчестер Сіті».
| Володар Суперкубка Англії 1973 |
| ------------------------------ |
|                                |
| «Бернлі» Другий титул          |

## Учасники
| Клуб             | Участей | Роки (жирним виділено перемоги)    |
| ---------------- | ------- | ---------------------------------- |
| «Бернлі»         | 2       | 1921, 1960                         |
| «Манчестер Сіті» | 6       | 1934, 1937, 1956, 1968, 1969, 1972 |

## Матч

### Деталі
| 18 серпня 1973 |

| «Бернлі»    | 1–0      | «Манчестер Сіті» |
| ----------- | -------- | ---------------- |
| Валдрон 66' | Протокол |                  |

| Мейн-Роуд, Манчестер Глядачів: 23 988 Арбітр: Гордон Гілл |

|  |  |

| В                |  | Алан Стівенсон |
| З                |  | Мік Догерті    |
| З                |  | Кіт Ньютон     |
| З                |  | Колін Валдрон  |
| З                |  | Джим Томпсон   |
| ПЗ               |  | Джеф Нулті     |
| ПЗ               |  | Мартін Добсон  |
| ПЗ               |  | Дуг Коллінз    |
| ПЗ               |  | Лейтон Джеймс  |
| Н                |  | Френк Каспер   |
| Н                |  | Пол Флетчер    |
| Головний тренер: |  |                |
| Джиммі Адамсон   |  |                |

| В                |  | Джо Корріган  |
| З                |  | Тоні Бук      |
| З                |  | Майк Дойл     |
| З                |  | Томмі Бут     |
| З                |  | Віллі Донахі  |
| ПЗ               |  | Майк Саммербі |
| ПЗ               |  | Алан Оукс     |
| ПЗ               |  | Колін Белл    |
| ПЗ               |  | Родні Марш    |
| Н                |  | Деніс Лоу     |
| Н                |  | Френсіс Лі    |
| Головний тренер: |  |               |
| Джонні Харт      |  |               |